# Nisοs Elafonisοs kai Paraktia Thalassia Zoni
Nisοs Elafonisοs kai Paraktia Thalassia Zoni este o arie protejată (arie specială de conservare — SAC, sit de importanță comunitară — SCI) din Grecia întinsă pe o suprafață de 270,67 ha, integral pe uscat.

## Localizare
Centrul sitului Nisοs Elafonisοs kai Paraktia Thalassia Zoni este situat la coordonatele 35°16′12″N 23°31′50″E / 35.269883°N 23.530569°E.

## Înființare
Situl Nisοs Elafonisοs kai Paraktia Thalassia Zoni a fost declarat sit de importanță comunitară în august 1996 pentru a proteja 1 specie de plante și 1 specie de animale. Situl a fost protejat și ca arie specială de conservare în martie 2011.

## Biodiversitate
Situată în ecoregiunile marină mediteraneană și mediteraneană, aria protejată conține 11 habitate naturale: Bancuri de nisip acoperite în permanență slab de apă marină, Recifuri, Faleze cu vegetație de Limonium spp. endemic de pe coastele mediteraneene, Dune mobile cu vegetație embrionară, Dune mobile de-a lungul țărmului cu Ammophila arenaria („dune albe”), Dune cu vegetație ierboasă Malcolmietalia, Dune de coastă cu Juniperus spp., Dune cu tufărișuri sclerofile Cisto-Lavenduletalia, Iazuri temporare mediteraneene, Tufărișuri termo-mediteraneene și de pre-deșert, Sarcopoterium spinosum phryganas.
La baza desemnării sitului se află mai multe specii protejate:
- plante (1): Androcymbium rechingeri
- nevertebrate (1): Bolbelasmus unicornis

Pe lângă speciile protejate, pe teritoriul sitului au mai fost identificate 9 specii de plante.